# لوبتین
شهر لوبتین (به آلمانی: Lübtheen) در ایالت مکلنبورگ-فورپومن در کشور آلمان واقع شده‌است.